# Licone (pitagorico)
Licone di Taranto (in greco Λύκων; Taranto, IV secolo a.C. – ...) è stato un botanico e filosofo greco antico della scuola pitagorica di Crotone.

## Biografia
Licone era uno dei 43 tarentini appartenenti alla scuola di Pitagora a Crotone. 
È citato nei Saggi di Michel de Montaigne in relazione alle disposizioni che diede per i suoi funerali: 

## Opere
Fu un botanico, componendo un trattato Sulle piante, citato da Ateneo e, se si può identificare con Licone di Iaso, una Vita di Pitagora, in cui, stando alle testimonianze, metteva in evidenza lo stile di vita misurato dei suoi condiscepoli. 